# Deutsche Flugzeugkennzeichen bis 1945

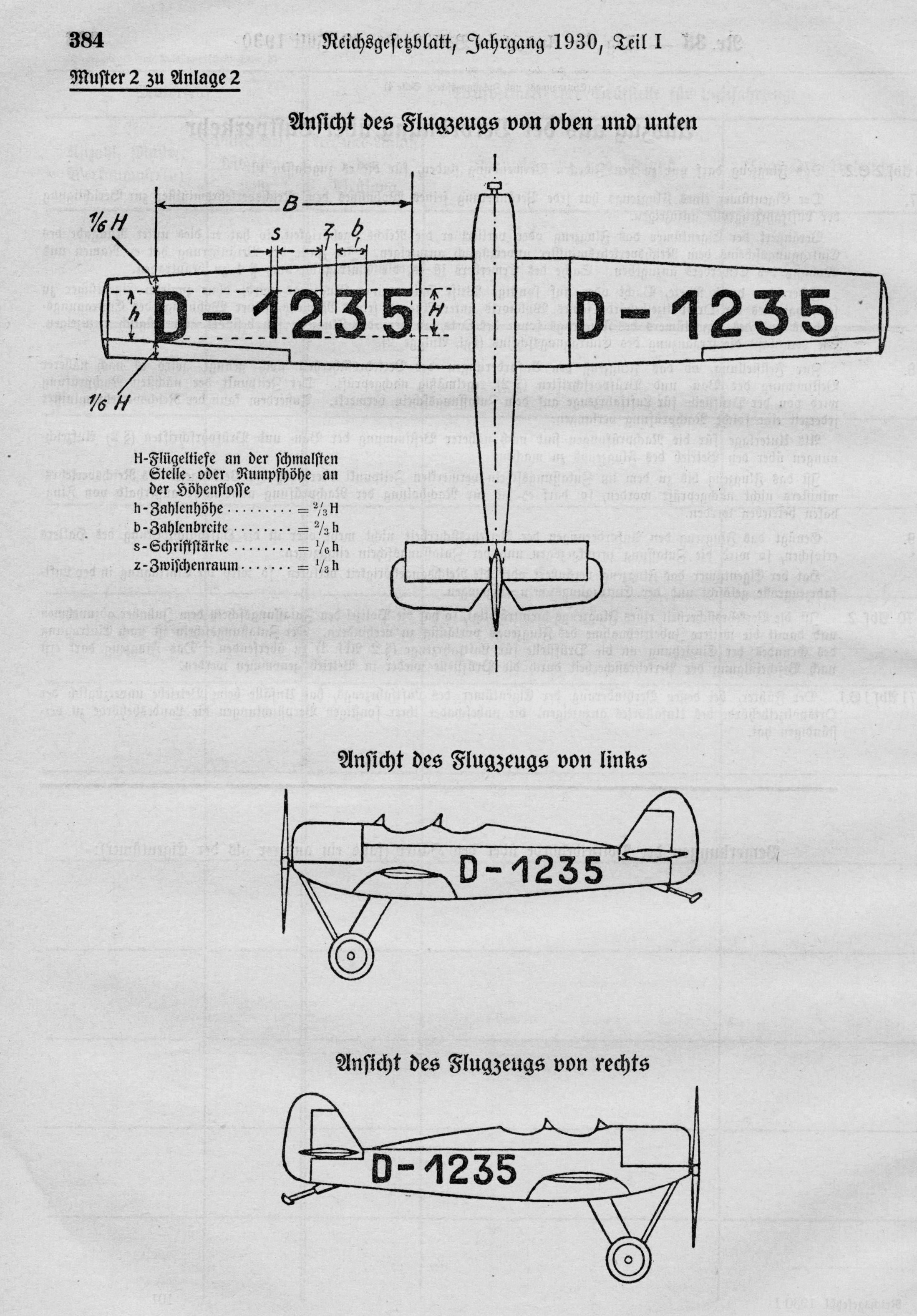
Kennzeichnung entsprechend der Verordnung über Luftverkehr vom 19. Juli 1930

Als Deutsche Flugzeugkennzeichen bis 1945 gelten alle Beschriftungen auf Flugzeugen, die aufgrund von Gesetzen, Verordnungen, Erlassen oder Befehlen aufgemalt worden sind, um die Herkunft, die vorhandene Zulassung und eine eventuelle Zugehörigkeit zu einer bestimmten Einrichtung eines Fluggerätes jederzeit feststellen zu können. Dazu dienen die Buchstaben des Alphabets und die Ziffern von 1 bis 9 und die Null. Ein zusätzliches Unterscheidungsmerkmal stellen die Werknummern dar, die von den Herstellern zunächst nach eigenem Gutdünken selbst festgelegt wurden, später aber nach vom Reichsluftfahrtministerium (RLM) festgelegten Regeln aufgebaut waren. In dieser späteren Form enthielten die zum Teil bis zu 8- oder 9-stelligen Zahlen auch Informationen über das Flugzeugmuster und die Ausführung.

## Arten von Kennzeichen und die Zeit ihrer Verwendung

### Zivilkennzeichen

#### Kaiserreich
Am 1. Januar 1914 erschien die Luftverkehrsordnung des Deutschen Luftfahrer-Verbandes, in der erstmals Richtlinien für die Kennzeichnung von Flugzeugen festgelegt wurde. Der Verband erteilte damals im Namen der FAI auch die fortlaufend nummerierten Luftfahrerscheine für Flugzeugführer, behördliche Regelungen gab es keine. Die Regeln sahen als Kennzeichnung den von einem Kreis umschlossenen Buchstaben „D“ für Deutschland, eine Eigentümerbezeichnung mit einem oder mehreren Buchstaben und eine Unterscheidungsnummer vor.
Diese Kennzeichenform konnte sich nicht sehr ausbreiten, da acht Monate später der Erste Weltkrieg ausbrach und die Zivilfliegerei praktisch zum Erliegen kam. Dennoch war sie theoretisch bis Ende 1918 gültig.
Am 4. Dezember 1918 schuf das Reichsamt des Innern das Reichsluftamt, zu dessen Leiter der Inhaber des deutschen Flugzeugführerscheins Nummer 1, August Euler, bestimmt wurde. Nur drei Tage später wurde eine „Verordnung betreffend die vorläufige Regelung des Luftfahrtrechts“ erlassen, in der das Reichsluftamt ermächtigt wurde, bis zu einer endgültigen Regelung Luftfahrtunternehmen und deren Flugzeuge zum Luftverkehr zuzulassen und vorläufige Kennzeichnungsvorschriften festzulegen. Letztere stützten sich dann weitgehend auf die Regelung von 1914, jedoch ohne das „D“. Das Kennzeichen eines Flugzeugs bestand also nur noch aus der Abkürzung des Halternamens und einer Nummer, mit der jeder Halter, bei „1“ beginnend, seinen eigenen Flugzeugpark fortlaufend nummerierte.

#### Weimarer Republik
Am 2. Mai 1919 und 3. Juli 1920 wurden in den zuständigen Gremien Entwürfe einer Anlage zu dem geplanten Luftverkehrsgesetz behandelt, die geringfügig voneinander und von der in Gebrauch befindlichen abweichende Formen der Kennzeichnung enthielten. Keine von ihnen kam aber zum Tragen.
Anfang März 1919 erließ das Reichsluftamt aufgrund seiner Ermächtigung „Grundsätze und Bedingungen für die Zulassung zum Luftverkehr“, nach der nun erstmals von einer zentralen Stelle die Zulassung, Kennzeichenerteilung und Registrierung der Luftfahrzeuge betrieben werden sollte. Für die Erfassung jeder Art der Luftfahrzeuge wurde die „Luftfahrzeugrolle A“ eingerichtet. Die Kennzeichnung der Flugzeuge bestand nun aus dem Nationalitätskennzeichen „D“, einer ein- bis vierstelligen Zahl ohne Bindestrich davor, aber manchmal mit einem Punkt.
Wegen der großen Zahl von zivil genutzten Kriegsflugzeugen bei vielen kleinen und kleinsten Unternehmen musste das Reichsluftamt ein Jahr später aufgrund des inzwischen in Kraft getretenen Friedensvertrags von Versailles alle bis dahin ausgesprochenen Zulassungen (etwa 600) aufheben und die Flugzeuge einem erneuten Zulassungsverfahren unterziehen.
Vom 22. Mai 1920 an wurden die aufgehobenen Zulassungsbescheinigungen durch neue ersetzt, wobei strengere Maßstäbe anzulegen waren. Bei dieser Neuzulassung konnten bereits zugelassenen Flugzeuge nun auch neue Nummern erhalten. Das bekannteste Beispiel ist die erste Junkers F 13, deren Erstflug bereits lange vor Einführung der Luftfahrzeugrolle A stattgefunden hatte und die deshalb darin erst als D 183 erscheint. In der neu aufgelegten „Luftfahrzeugrolle B“ erhielt sie das Kennzeichen D-1. Am Flugzeug war nun das Nationalitätskennzeichen „D“ mit einer ein- bis vierstelligen Zahl mit oder ohne Bindestrich, manchmal mit Punkt anzubringen. Dazu kam ein 75 cm breiter Streifen in Flugrichtung, bei Eindeckern auf Ober- und Unterseite des Flügels, rechts wie links, bei Doppeldeckern auf der Oberseite des oberen und der Unterseite des unteren Tragflügels, ebenfalls rechts wie links. Ferner war eine Markierung durch die Interalliierte Luftfahrt-Überwachungs-Kommission (ILÜK) nötig, der sogenannte ILÜK-Stern.

#### Drittes Reich
Diese Kennzeichnungsart, ab 1926 ohne die zuletzt genannten zwei Markierungen, wurde bis 1934 angewendet. Sie hatte den großen Vorteil, dass ab dem Ende der 1920er Jahre auch die zunehmend für militärische Zwecke verwendbaren Flugzeuge unauffällig zu verstecken waren. Andererseits ließen die in die Höhe kletternden vergebenen Nummern für die immer noch misstrauischen Siegermächte (Signatarstaaten) des Versailler Vertrages das schnelle Wachsen des deutschen Flugzeugbestands erkennen, dessen höchste Nummer schließlich die 3463 war. Das dürfte der Hauptgrund für den Wechsel des deutschen Kennzeichnungssystems gewesen sein. Zuvor war aber noch eine Änderung im äußeren Erscheinungsbild der deutschen Flugzeuge eingetreten. In einer im Reichsgesetzblatt vom 8. Juli 1933 veröffentlichten „Luftfahrt-Flaggenverordnung“ war die bis dahin auf beiden Seiten des Seitenleitwerks zu führende Reichsflagge in Form von schwarz-weiß-roten waagerechten Streifen nun auf der Backbordseite durch die neue Hakenkreuzflagge zu ersetzen.
Mit Wirkung vom 20. März 1934 erließ daher das Reichsluftfahrtministerium eine Verordnung, in der die bisherigen Zahlen durch vier Buchstaben ersetzt wurden. Der erste davon bezeichnete nun die Klasse des Flugzeugs nach folgender Tabelle:
| Klasse | Eintragungszeichen | Gewicht      | Motoren         | Personen   |
| ------ | ------------------ | ------------ | --------------- | ---------- |
| A1     | D-Y...             | bis 0500 kg  | einmotorig      | bis 2      |
| A2     | D-E...             | bis 1000 kg  | 1 bis 2 Motoren | bis 3      |
| B1     | D-I...             | bis 2500 kg  | 1 bis 2 Motoren | bis 3      |
| B2     | D-O...             | bis 2500 kg  | 1 bis 2 Motoren | bis 6      |
| C1     | D-U...             | über 2500 kg | einmotorig      | mehr als 6 |
| C2     | D-A...             | über 2500 kg | mehrmotorig     | mehr als 6 |

Die beiden C-Klassen wurden etwa Mitte 1939 zusammengezogen zu C, was sich aber nur bei den Eintragungen in den Flugzeugführerscheinen auswirkte. Die Gewichtsklassen und die unterschiedlichen Buchstaben U und A blieben.
Für Seeflugzeuge galten, davon abweichend, folgende Werte:
| A1 | bis 600 kg   |
| A2 | bis 2200 kg  |
| B  | bis 5500 kg  |
| C  | über 5500 kg |

Diese Art der Zivilkennzeichen blieb in Gebrauch bis Ende des Krieges, wobei es allerdings am 15. September 1934 noch zu einer weiteren, wenn auch nicht großen Änderung kam. Die bis dahin auf der Steuerbordseite des Seitenleitwerks noch geführten schwarz-weiß-roten Streifen wurden ebenfalls durch die Hakenkreuzflagge ersetzt. Ab Kriegsbeginn ging dann verständlicherweise die Zahl der Flugzeuge, die noch im zivilen Bereich flogen, sehr schnell stark zurück.
Die von 1933 an zunehmend für militärische Zwecke in Betrieb genommenen Flugzeuge ließen sich, wie auch schon bei den Nummernkennzeichen, auch bei der neuen Kennzeichenform gut und unauffällig unterbringen. Versuchsflugzeuge neuer Muster, die bereits von vornherein für rein militärische Zwecke entwickelt wurden, trugen bis Mitte 1942 zivile Kennzeichen, so lange sie im Versuchsbetrieb bei den Firmen flogen. Von Juli 1942 an sind auch an diesen Flugzeugen alle zivilen Eintragungszeichen (so der behördliche Name) verschwunden und durch militärische ersetzt worden.

### Militärische Kennzeichen
Auch im militärischen Bereich gab es zuerst gar keine Kennzeichen. Erst kurz vor Beginn des Ersten Weltkrieges wurde dann das Eiserne Kreuz als Nationalitätskennzeichen eingeführt.
Dessen verschiedenen Ausführungsformen, bis hin zum sogenannten Balkenkreuz, müssen getrennt von dieser Darstellung behandelt werden.
In der Nachkriegszeit und aufgrund von Versailles gab es offiziell keinerlei Militärflugzeuge mehr und trotz der Aufhebung aller sonstigen Baubeschränkungen nach 1926 durften auch weiter keine gebaut werden. Dennoch wurde von Seiten der Reichswehr und ebenso der Marine auf jede mögliche Art und Weise versucht, den Grundstock einer „Friedensluftwaffe“, wie sie damals in Planungsunterlagen hieß, zu legen. Man denke an die Zusammenarbeit mit der Sowjetunion, die den Erprobungs- und Ausbildungsplatz Lipezk von 1925 bis 1932 zur Verfügung stellte, an die Tätigkeiten der verschiedenen deutschen Firmen im Ausland oder an die Firma „Severa“, die eine verkappte Marineeinrichtung war. Alle diese Flugzeuge, die Ende der zwanziger und erst recht in den ersten der dreißiger Jahre bereits für militärische Zwecke gebaut und mir Steuermitteln bezahlt wurden, konnten leicht sowohl unter den Nummern- als auch den neuen Buchstabenkennzeichen zugelassen werden und fliegen. Es ist also ein Märchen, wenn behauptet wird, erst mit dem Entstehen des RLM 1933 sei der Aufbau einer Luftwaffe begonnen worden. Wohl aber wurde von diesem Zeitpunkt an gezielt darauf hin gearbeitet und im Geheimen alle bereits vorhandenen Planungen mit Nachdruck umgesetzt.
Am 26. Februar 1935 war der Zeitpunkt zur Enttarnung der bis dahin unter den seltsamsten Tarnbezeichnungen aufgebauten „Risiko-Luftwaffe“ gekommen. Risiko deshalb, weil man sich über das Verhalten der Haupt-Signatarstaaten von Versailles angesichts dieses klaren Verstoßes gegen den Vertrag nicht sicher war. Gegen ein Eingreifen dieser hochgerüsteten Staaten hätte diese in den Anfängen steckende deutsche Luftwaffe keinerlei Chancen gehabt. Bis auf diplomatische Proteste kam aber nichts… Der Aufbau, wenn auch stets begleitet von Schwierigkeiten aller Art, konnte weitergehen. Eine Unterscheidung militärischer und ziviler Flugzeuge an den Kennzeichen war weiter nicht möglich.
Erst ein Befehl des Reichsministers der Luftfahrt und Oberbefehlshabers der Luftwaffe (RdL u. ObdL) vom 8. August 1935 brachte eine grundsätzliche Änderung. Das schwarze Balkenkreuz mit weißer Einfassung an seinen Längsseiten, ähnlich wie es gegen Ende des Ersten Weltkrieges üblich war, wurde für die bereits einsatzbereiten, im Befehl als „aufgerüstet, d. h. ständig mit Waffen oder Bombeneinrichtungen versehen“ bezeichneten Flugzeuge als neues Hoheitszeichen eingeführt. Dazu kamen eigene Kennzeichen, die nun an die Stelle der bisher immer noch geführten zivilen traten. Sie sahen nun z. B. so aus:
```
     21 + B 83
```

wobei die 2 den Luftkreis bezeichnete und die 1 besagte, dass das Flugzeug zum ersten, in diesem Luftkreis aufgestellten Geschwader gehörte. Das B hinter dem Balkenkreuz zeigte an, dass es das zweite Flugzeug in der Staffel ist und zwar in der 8. Staffel, die zur III. Gruppe (= 3) des Geschwaders gehörte. Dazu gab es auch noch Besonderheiten, deren Behandlung hier aber zu weit führen würde.
Alle Schul-, Übungs-, Unterrichts-, Reise- und Transportflugzeuge der Luftwaffe behielten ihre bisherigen Zivilkennzeichen. Schulflugzeuge, die mit Waffen oder Bombeneinrichtungen ausgestattet waren, führten aber neben diesen Kennzeichen auch noch Balkenkreuze ganz außen auf Ober- und Unterseite der Tragflächen und an den Rumpfseiten in der Mitte des Buchstabenkennzeichens, hinter dem Klassenbuchstaben.

#### Schulkennzeichen
Ein weiterer Befehl mit Datum 26. Januar 1937 betraf die Flugzeuge der Fliegerschulen, Fliegerersatzabteilungen und Fliegerübungsstellen, die „ständig aufgerüstet“ waren. Sie erhielten nun ein S als ersten Buchstaben, weiter gefolgt von der Nummer des Luftkreises, dem Balkenkreuz und einer fortlaufenden Nummer, die sich aus einem Buchstaben (A-Z) und einer Zahl (01–99) zusammensetzte, so z. B.
```
                                    S4 + A 11
```

Im selben Befehl wurde festgelegt, dass „alle übrigen Flugzeuge ihre bisherigen Kennzeichen mit D- und Buchstabengruppe“ beibehalten.

#### Überführungskennzeichen
Im Jahre 1937 war der Ausstoß an Flugzeugen bei der inzwischen voll arbeitenden Flugzeugindustrie so groß, dass die Ausgabe der amtlichen Kennzeichen nicht mehr mitzukommen drohte. Deshalb übertrug das RLM mit einer Verordnung vom 23. September 1937 der Industrie die Zuständigkeit für die Ausgabe eigener, nur vorübergehend geltender Kennzeichen für Militärflugzeuge zur Überführung vom Sitz des Herstellers oder Reparaturbetriebes zu den militärischen Dienststellen, wo die Flugzeuge dann ihr endgültiges Verbandskennzeichen bekamen. Diese nur kurzzeitig geführten Kennzeichen waren daher mit abwaschbarer schwarzer oder weißer Farbe zunächst nur an den Flügelunterseiten aufzumalen. Erst in einer Ergänzung vom 16. Januar 1939 wurde die Anbringung dieser Überführungskennzeichen auch an beiden Rumpfseiten angeordnet. Sie bestanden aus zwei Gruppen von je 2 Buchstaben, von denen die erste aus dem Firmennamen abgeleitet war, also z. B. DO für Dornier, HE für Heinkel oder FO für Focke-Wulf. Diese erste Buchstabengruppe durfte aber, um Verwechslungen mit den D-Kennzeichen zu vermeiden, nie mit einem Vokal beginnen. So blieb z. B. für die Firma ATG nur TG übrig. Die zweite Gruppe, nach dem Balkenkreuz, bestand grundsätzlich aus einem Konsonanten und einem Vokal in beliebiger Reihenfolge. Ein Überführungskennzeichen für eine He 46, die von Bücker an eine Aufklärungseinheit ausgeliefert wurde, sah z. B. so aus:
```
     BU+RE.
```

Dieses Verfahren wendeten fast alle bei der Herstellung, Instandhaltung und Reparatur von Flugzeugen tätigen Firmen an. Jedes dieser Kennzeichen konnte wegen der nur kurzzeitigen Verwendung natürlich von Zeit zu Zeit wieder erneut vergeben werden, was auch häufig geschah.
Es gab auch noch eine andere Art von Überführungskennzeichen, die für die Auslieferung von Flugzeugen ins Ausland von etwa 1938 an verwendet wurde. Der entsprechende Befehl oder die Anordnung dazu sind bisher leider nicht zu finden gewesen. Man kann ihre Existenz deshalb nur aus der Häufung entsprechender Eintragungen in Flugbüchern nachweisen. Es waren an sich normale zivile Kennzeichen der entsprechenden Flugzeugklasse, die nur durch zwei Eigenheiten sich von der Masse der anderen unterschieden. Der zweite Buchstabe war immer ein X, ein Y oder ein Z. Aber auch der dritte war einer von ganz hinten im Alphabet, meist V oder W, aber auch wieder X, Y oder Z. Das früheste Kennzeichen dieser Art war D-AYWI, mit dem fast alle für die Niederlande gebauten Do 24 dorthin überführt wurden. Aber auch sehr viele Bü 131 und Bü 133 wurden mit ähnlich aufgebauten Kennzeichen nach Ungarn überführt, wie z. B. D-EYZE oder D-EYWA. Auch für die Überführung von Do 17 nach Bulgarien wurden D-AXVN bis D-AXVV verwendet. Alle diese Bezeichnungen konnten naturgemäß mehrfach benutzt werden.

#### Änderung des Hoheitsabzeichens am Seitenleitwerk
Mit Befehl vom 8. Dezember 1938, aber mit Wirkung vom 1. Januar 1939 entfiel das rote Band der Hakenkreuzflagge an beiden Seiten des Seitenleitwerks. Das schwarze Hakenkreuz selbst blieb an seiner Stelle, wurde jetzt lediglich durch eine weiße Umrandung und diese wiederum durch eine dünne schwarze Linie vom jetzt in Tarnfarbe gehaltenen Untergrund abgesetzt. Diese nun festliegende Form der Hoheits- und Kennzeichen und ihre Anbringungsorte wurde von den großen Herstellern für ihre Flugzeuge in Werksnormen umgesetzt.
Gleichzeitig wurden jetzt alle militärischen Flugzeuge, die bisher noch mit D- und den vier Buchstaben flogen, als militärisch erkennbar gemacht. Bei ihnen wurde das D durch
```
                                   WL-. . . .
```

ersetzt. So geänderte Kennzeichen bekamen zwar alle nach dem 1. Januar von den Herstellern ausgelieferten Neuflugzeuge, dagegen wurden keineswegs alle bei den Schulen schon vorhandenen und im Flugbetrieb eingesetzten Maschinen umgemalt.
Auch bei allen militärisch aufgerüsteten Schul-, Übungs-, Unterrichts-, Reise- und Transportflugzeugen der Luftwaffe mit Kennzeichen nach Ziffer 1. letzter Absatz, wurde das D- durch WL- ersetzt.

#### Einführung der Verbandskennzeichen
Etwa im Juli 1939 wurden die Kennzeichen der Einsatzverbände nochmals geändert. Jedem von ihnen wurde ein Verbandskennzeichen zugewiesen, das aus einem Buchstaben und einer Zahl bestand, die auch in der umgekehrten Reihenfolge stehen konnten. Bis Kriegsbeginn waren alle Flugzeuge dieser Verbände, die seit dem Februar des Jahres zu Luftflotten zusammengefasst waren, in der neuen Form umgemalt. So hatte z. B. das erste aktive Transportgeschwader der Luftwaffe, das
```
           
Kampfgeschwader z.b.V. 1
  1Z+. .
```

als Verbandskennzeichen erhalten. Die Abkürzung z. b. V. steht für zur besonderen Verwendung.
Diese Form wurde von allen Verbänden bis Kriegsende verwendet, mit Ausnahme der Jäger, für deren Flugzeuge, wie schon früher, ganz andere Regeln galten. Auf sie einzugehen, brauchte ein eigenes Kapitel.

#### Die übergroßen Balkenkreuze
Die Erfahrungen zu Anfang des Überfalls auf Polen hatten gezeigt, dass die frühzeitige Erkennbarkeit der Nationalitätskennzeichen der deutschen Flugzeuge in der bisherigen Form und Größe nicht gewährleistet war. Vielfach waren eigene Flugzeuge ebenfalls von eigenen Jägern angegriffen worden oder, was noch viel häufiger vorkam, von der eigenen Flak be- oder sogar abgeschossen worden. Die daraufhin getroffene Gegenmaßnahme ging so weit über das Ziel hinaus, dass sie schleunigst wieder zurückgenommen wurde. Lediglich die gegen vorher wesentlich breiteren weißen Winkel an den Balkenkreuzen blieben schließlich übrig.
Zunächst aber war mit dem Befehl vom 29. September 1939 die Anbringung von übergroßen Balkenkreuzen auf den Flügelober- und -unterseiten angeordnet worden. Dies galt ausdrücklich für „alle Wehrmachtflugzeuge (einschließlich Schul-, Übungs-, Kurier- und Verbindungsflugzeuge) und Regierungsflugzeuge“ (letztere mit wenigen, einzeln aufgeführten Ausnahmen). Dagegen blieben alle übrigen Flugzeuge (der Industrie sowie des planmäßigen Luftverkehrs) von dieser, sicher zwar hohe Kosten verursachenden, aber erkennbar unsinnigen Anordnung verschont. Bekannte Bilder so verunzierter Flugzeuge zeigen, dass damit jeder Tarnanstrich sinnlos geworden war. Die Maßnahme wurde nur drei Wochen später auf „normal“ zurückgenommen.

#### Stammkennzeichen
In einem sehr umfangreichen Befehl mit Datum 18. Oktober 1939 wurden für alle nun als „Kriegsflugzeuge“ bezeichneten Maschinen, d. h. praktisch für alle Flugzeuge der Luftwaffe, die bisherigen zivilen Kennzeichen, soweit sie noch geführt wurden, durch völlig neue, rein militärische Kennzeichen ersetzt. Diese, als Stammkennzeichen bezeichneten Markierungen hatten im Aussehen viel Ähnlichkeit mit den unter Ziffer 3. erwähnten Überführungskennzeichen. Sie bestanden ebenfalls aus vier Buchstaben, von denen der erste auch nach wie vor kein Vokal sein durfte, um Verwechslungen mit den weiter geltenden zivilen Eintragungszeichen zu vermeiden. Ein Zusammenhang mit Firmennamen war aber nicht mehr gegeben.
Unter diesem Stammkennzeichen (Stkz.), das fest mit dem Flugzeug verbunden war wie dessen Werknummer, wurde seine Lebenslaufakte geführt, unabhängig davon, welche etwaigen Verbandskennzeichen es im Laufe seines Lebens führte.
Die Herstellerfirmen erhielten für ihre neugebauten Serienflugzeuge Stkz. in Blöcken zugeteilt, so z. B. Fieseler CQ+QA bis CQ+QZ oder VA+UA bis VA+UZ für Fi 156 Flugzeuge. Nicht immer wurden von den 26 möglichen Kombinationen auch alle benutzt. Auch die Schulen, bei denen ja noch fast alle Flugzeuge mit den D- bzw. WL-Buchstabenkennzeichen flogen, erhielten für sie Stkz.-Blocks. Das Ummalen und Anbringen von Balkenkreuzen nahm einige Zeit in Anspruch, so dass bis in den Sommer 1940 hinein immer noch Flugzeuge mit Zivilkennzeichen in den Flugbüchern zu finden sind. Aus den Eintragungen darin lassen sich für diese Zeitspanne aber auch für viele Schulen die ihnen zugeteilten Kennzeichenblocks ermitteln, woraus wieder bei vielen Flugzeugen auf Bildern die Zugehörigkeit zu oder die Herkunft von einer bestimmten Schule oder Einrichtung abgeleitet werden kann, allerdings nur für die Zeit der Umstellung.
Die Verbandskennzeichen wurden bis Kriegsende verwendet, nicht ganz so lange die Stkz. Im Juli 1944, wohl im Zuge radikaler Sparmaßnahmen und Vereinfachungen, wurden sie ganz abgeschafft und durch die Werknummern ersetzt, die auf beiden Seiten des Seitenleitwerks mit bis zu 25 cm hohen Zahlen in weißer oder schwarzer Farbe aufgemalt werden sollten.
Auf die verschiedenen Abwandlungen des Hoheitszeichens (Hakenkreuz) am Seitenleitwerk und der Balkenkreuze auf Tragflächen und Rümpfen soll hier nicht weiter eingegangen werden.